# Coteaux d’Aix-en-Provence

Überblick über die Weinbaugebiete der Provence

Das Weinbaugebiet Coteaux d’Aix-en-Provence liegt im Westen der französischen Weinbauregion Provence. Im Osten schließt die große Appellation Côtes de Provence an. Die Appellation Coteaux d’Aix-en-Provence ist nach der nördlich von Marseille liegenden Stadt Aix-en-Provence benannt. Südöstlich dieser Stadt schließt die kleine Appellation Palette an. Das Gebiet ist im Norden durch den Fluss Durance und im Süden durch das Mittelmeer begrenzt. Im Westen legt die Rhône die theoretische Grenze des Gebiets fest, während im Osten der auffällige Berg der Montagne Sainte-Victoire die sichtbare Begrenzung darstellt. Tatsächlich enden die Weinberge im Westen bei Eygalières, wo sich das Gebiet westlich mit der Appellation Les Baux-de-Provence überlappt.
Die mittlere Sonnenscheindauer beträgt 2900 Stunden/Jahr, und die Niederschlagsmengen liegen bei niedrigen 550–680 mm/Jahr. Der Niederschlag fällt hauptsächlich im Frühjahr und im Herbst. Große Teile des Gebiets unterliegen dem Einfluss des Windes Mistral.
Innerhalb Frankreichs erlangte der Wein der Appellation unter dem „Winzerkönig“ und Grafen der Provence René von Anjou (Graf der Provence) große Bekanntheit, da René den Wein am französischen Königshof einführte.
Am 24. Dezember 1985 erhielt das Gebiet nach langem Ringen den Status einer Appellation d’Origine Contrôlée.
Die Weinberge umfassen rund 3.800 Hektar Rebfläche in 49 Gemeinden, die bis auf zwei Ausnahmen im Département Bouches-du-Rhône liegen. Das Gebiet wird von parallel zur Mittelmeerküste verlaufenden Hügelketten, wie zum Beispiel die Alpilles durchzogen. Weinbau wird in den dazwischenliegenden Senken betrieben.
Generell sind die Erträge auf max. 60 Hektoliter/Hektar beschränkt. Im Jahresmittel werden von den 14 Winzergenossenschaften und 74 selbstvermarktenden Weingüter ca. 180.000 Hektoliter Wein erzeugt, der sich wie folgt aufteilt:
- 55 % Roséwein (mit leicht fallender Tendenz)
- 40 % Rotwein (mit leicht steigender Tendenz)
- 5 % Weißwein

15 % der Produktion werden exportiert. Wichtigste Exportmärkte sind Belgien, Deutschland, die Schweiz und die Niederlande.
Der Rotwein und der Roséwein wird aus der Haupt-Rebsorte Grenache, maximal 40 % Syrah, Cinsault, Counoise und/oder Mourvèdre sowie maximal 30 % Cabernet Sauvignon und/oder Carignan hergestellt. Die Bestimmung ermöglicht somit ausschließlich sortenreine Grenache-Weine. Der Mindestalkoholgehalt liegt bei 11 Vol.-%.
Der Weißwein wird aus den Rebsorten Bourboulenc, Vermentino, Clairette Blanche und Grenache Blanc gekeltert. Der maximale Anteil einer Sorte ist dabei auf 70 % beschränkt. Neben diesen vier Sorten dürfen zu max. 40 % die Sorte Ugni Blanc und zu max. 30 % die Sorten Sauvignon Blanc und Sémillon eingesetzt werden. Der Mindestalkoholgehalt liegt bei 11 Vol.-%.

## Zugelassene Gemeinden
Im Département Bouches-du-Rhône: Aix-en-Provence, Alleins, Aurons, La Barben, Les Baux-de-Provence, Berre-l’Étang, Charleval, Châteauneuf-les-Martigues, Cornillon-Confoux, Coudoux, Eguilles, Ensuès-la-Redonne, Eygalières, Eyguières, La Fare-les-Oliviers, Fontvieille, Gignac-la-Nerthe, Istres, Jouques, Lamanon, Lambesc, Lançon-Provence, Mallemort, Martigues, Maussane-les-Alpilles, Meyrargues, Mouriès, Paradou, Pelissanne, Peyrolles-en-Provence, Port-de-Bouc, Le Puy-Sainte-Réparade, Rognac, Rognes, Saint-Cannat, Saint-Chamas, Saint-Estève-Janson, Saint-Étienne-du-Grès, Saint-Marc-Jaumegarde, Saint-Mitre-les-Remparts, Saint-Rémy-de-Provence, Salon-de-Provence, Vauvenargues, Velaux, Venelles, Ventabren und Vernègues.
Im Département Var: Artigues und Rians.